# Montbazens
Montbazens ist eine französische Gemeinde mit 1.444 Einwohnern (Stand: 1. Januar 2022) im Département Aveyron in der Region Okzitanien. Sie gehört zum Arrondissement Villefranche-de-Rouergue und zum Kanton Lot et Montbazinois. Die Einwohner werden Montbazinois genannt.

## Geografie
Montbazens liegt etwa 20 Kilometer südöstlich von Figeac am Flüsschen Audiernes. Umgeben wird Montbazens von den Nachbargemeinden Valzergues im Norden, Lugan im Osten, Roussennac im Südosten und Süden, Vaureilles im Süden und Südwesten sowie Galgan im Westen und Nordwesten.
Durch die Gemeinde führt die frühere Route nationale 594 (heutige D994).

## Bevölkerungsentwicklung
| Jahr                       | 1962 | 1968 | 1975 | 1982 | 1990 | 1999 | 2006 | 2019 |
| Einwohner                  | 1239 | 1171 | 1313 | 1424 | 1389 | 1315 | 1321 | 1407 |
| Quellen: Cassini und INSEE |      |      |      |      |      |      |      |      |

## Sehenswürdigkeiten

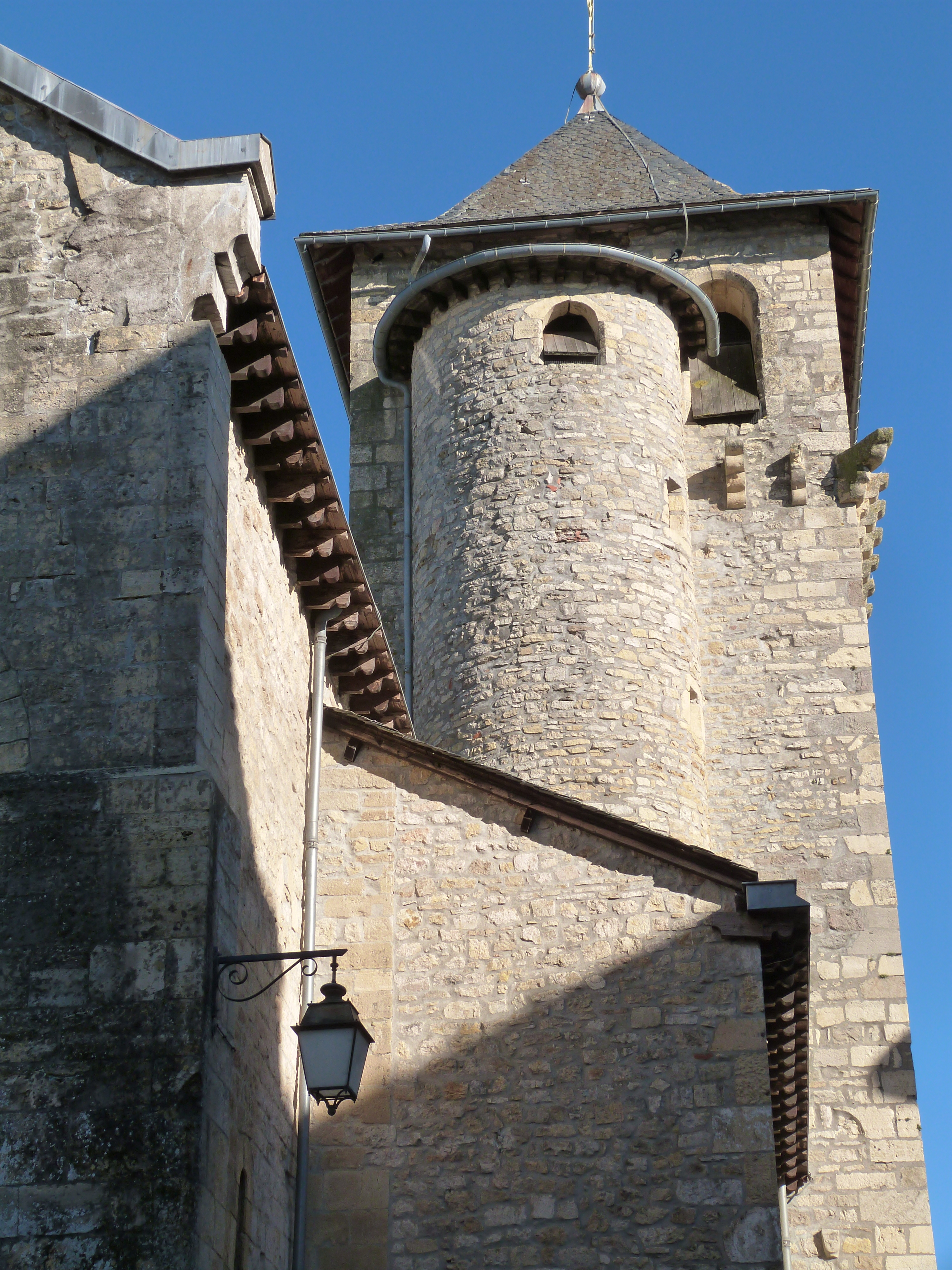
Glockenturm der Kirche Saint-Géraud

- Kirche Saint-Géraud
- Schloss Garinie